# Tamopsis occidentalis
Espèce
Tamopsis occidentalis est une espèce d'araignées aranéomorphes de la famille des Hersiliidae.

## Distribution
Cette espèce est endémique de l'Ouest de l'Australie-Occidentale.

## Description
Le mâle mesure 4,8 mm et la femelle 5,9 mm.

## Publication originale
- Baehr & Baehr, 1987 : The Australian Hersiliidae (Arachnida: Araneae): Taxonomy, phylogeny, zoogeography. Invertebrate Taxonomy, vol. 1, no 4, p. 351-437 (texte intégral).